# 小行星1467
小行星1467（1467 Mashona）是一颗围绕太阳公转的小行星。1938年7月30日，西里爾·傑克遜在约翰内斯堡发现了此天体。
該小行星以紹納人命名。
这颗小行星的绝对星等为349.8792264644884等。